# Орский гуманитарно-технологический институт
Орский гуманитарно-технологический институт — высшее учебное заведение в Орске, филиал Оренбургского государственного университета.

## История
Орский гуманитарно-технологический институт берёт своё начало от Орского государственного педагогического института, основанного в 1937 году как Орское педагогическое училище. В 1961 году Постановлением Совета министров РСФСР № 263 Орскому государственному педагогическому институту было присвоено имя украинского поэта, прозаика, мыслителя, этнографа и общественного деятеля Т. Г. Шевченко. 27 мая 1998 года Распоряжением Правительства Российской Федерации № 608-р и Приказом Министерства просвещения Российской Федерации № 1728 ОГПИ имени Т. Г. Шевченко был объединён с Орским филиалом Всесоюзного заочного политехнического института, на их базе создан Орский гуманитарно-технологический институт, в качестве филиала вошедший в состав Оренбургского государственного университета.